# Culturele prijs van de provincie Groningen
De Culturele prijs van de provincie Groningen werd in 1950 ingesteld. Gedeputeerde Staten kenden de prijs toe aan kunstenaars die zich bijzonder verdienstelijk had gemaakt voor de provincie Groningen. De prijs werd jaarlijks uitgereikt op 17 februari.
Albert Waalkens kreeg de prijs toegekend in 1967/1968 voor zijn werk op het culturele vlak, maar weigerde nadat hij als bestuurslid van het Groninger Museum in aanvaring was gekomen met de overheid; Die nam zeven schilderijen van Harri Huysman in beslag omdat ze aanstootgevend zouden zijn.
De prijs wordt niet meer toegekend. Hiervoor in de plaats stelde de provincie Groningen de volgende culturele prijzen in: de Wessel Gansfortprijs (ingesteld in 1988), de Post Middendorp Opdracht (sinds 1990) en het Belcampo Stipendium (sinds ca. 2001).

## Ontvangers[3]
- 1951 - Sien Jensema
- 1952 - Riekele Prins, A. Marja
- 1953 - Louis Somer, A.R. Wittop Koning
- 1954 - Jan Altink
- 1955 - Willem Valk
- 1956 - Jan Gerrit Jordens, Jan S. Niehoff
- 1957 - Johan Dijkstra
- 1958 - Johan van der Woude
- 1959 - Hendrik de Vries

- 1962 - M. Vasalis
- 1963 - Evert Westra
- 1965 - Seth Gaaikema, Jan van der Zee
- 1966 - Nico Rost
- 1970 - Jannes de Vries
- 1971 - Grunneger Daansers
- 1972 - Duut van Goor
- 1975 - Simon van Wattum